# Spengler Cup 1924
Der Spengler Cup 1924 (französisch Coupe Spengler 1924) war die zweite Auflage des gleichnamigen Wettbewerbs und fand vom 26. bis 27. Dezember 1924 im Schweizer Luftkurort Davos statt. Als Spielstätte fungierte das dortige Eisstadion.
Das Turnier gewann die Mannschaft des Berliner SC, die im Finale den HC Davos mit 5:2 besiegte.

## Teilnehmer und Modus
Im Vergleich zum Vorjahr wurde das Teilnehmerfeld auf sieben Mannschaften aufgestockt. Neben den Vorjahresteilnehmern – der University of Oxford, dem Berliner Schlittschuhclub, dem Wiener Eislauf-Verein und dem Gastgeber HC Davos – traten neu der Zürcher SC, der Pötzleinsdorfer SK sowie die Mannschaft des MTV München an, die sich nach der Einladung dem SC Riessersee angeschlossen hatte. Die Teilnahme deutscher Mannschaften war eigentlich untersagt, da Deutschland in Folge des Ersten Weltkriegs noch aus dem Weltverband LIHG ausgeschlossen war. Die Wettbewerbsspiele wurden daher offiziell als Freundschaftsspiele ausgetragen. Nach dem Spengler Cup wurde der internationale Coupe de Davos ausgetragen, an dem auch Mannschaften aus Prag, Mailand und Madrid teilnahmen, Sieger wurde die Oxford University.
In der ersten Runde wurden die Teilnehmer am Halbfinale ausgespielt, dabei hatte der Vorjahressieger, die Mannschaft der University of Oxford, ein Freilos. Anschließend folgten Finalspiel und Spiel um Platz 3. Gespielt wurden zwei Hälften zu je 20 Minuten.

## Turnierverlauf

### Qualifikation
| 26. Dezember 1924 | Wiener Eislauf-Verein | 6:0 (3:0, 3:0) | Zürcher SC | Eisstadion, Davos |

| 26. Dezember 1924 | Pötzleinsdorfer SK | 0:8 oder 0:9 | Berliner SC | Eisstadion, Davos |

| 26. Dezember 1924 | HC Davos | 6:2 (4:1, 2:1) | MTV München/SC Riessersee | Eisstadion, Davos |

FreilosUniversity of Oxford

### Halbfinale
| 27. Dezember 1924 | HC Davos | 3:0 | University of Oxford | Eisstadion, Davos |

| 27. Dezember 1924 | Berliner SC 1:2 Holmquist, 2:2 Molander, 3:2 Holmquist | 3:2 (1:2, 2:0) | Wiener Eislauf-Verein 0:1 Lederer, 0:2 Lebzelter | Eisstadion, Davos |

### Spiel um Platz 3
| 27. Dezember 1924 | Wiener Eislauf-Verein | 0:5 (0:2, 0:3) | University of Oxford | Eisstadion, Davos |

### Finale
| 27. Dezember 1924 | Berliner SC | 5:2 (3:1, 2:1) | HC Davos | Eisstadion, Davos |

## Mannschaftskader
| Berliner SC           | Hermann Andersen, Walter Sachs, Alfred Steinke, Tiedietz oder Lindquist (SWE), Birger Holmqvist, Nils Molander                              |
| Wiener Eislauf-Verein | Herbert Brück, Walter Brück, Alexander Lebzelter, Ulrich Lederer, Walter Sell, Hans Mayringer, Alfred Revy, Reis                            |
| Pötzleinsdorfer SK    | Kurt Wollinger, Eduard Engelmann, Ferdinand Bidla, Hubert Weiss, Zehdniker, Egon Födrich, F. Chlada und Louis Goldschmidt                   |
| HC Davos              | Herrmann, Paul Müller – Albert Geromini, Fritz Kraatz, Heini Meng, Alexander Spengler; Hügli, Jacques Besson                                |
| SC Riessersee         | Fischer, Franz Kreisel, Mehrlich, Priller, Emil Rau, Fritz Rammelmayr, Bernhard Scheublein, Hans Schmid, Martin Schröttle, Marquard Slevogt |